# 劉猛 (後漢)
劉 猛（りゅう もう、生没年不詳）は、後漢の官僚・政治家。本貫は琅邪郡。

## 経歴
桓帝のときに宗正となったが、直情的なふるまいのため容れられず、自ら辞職して家に帰った。霊帝が即位し、太傅の陳蕃や大将軍の竇武が政権を補佐すると、劉猛は再び召し出されて司隷校尉や尚書令として任用された。

## 伝記資料
- 『後漢書』巻37 列伝第27